# Hugo Huppert (Mediziner)
Karl Hugo Huppert (* 29. Januar 1832 in Marienberg; † 19. Oktober 1904 in Prag) war ein deutscher Chemiker und Mediziner. Er wirkte ab 1872 als Professor für angewandte medizinische Chemie an die Universität Prag, an der er 1895/1896 auch als Rektor fungierte, und beschäftigte sich insbesondere mit der Entstehung von körpereigenen Substanzen und ihrem Nachweis in Körperflüssigkeiten.

## Leben und Wirken
Karl Hugo Huppert, Sohn des Händlers und Holzdrechslers Christian Huppert, studierte an der Universität Leipzig, unter anderem als Schüler des Physiologen Karl Gotthelf Lehmann (1812–1863), sowie an der Universität Jena. Er übernahm 1860 die Leitung des chemischen Laboratoriums am Jakobs-Spital in Leipzig, promovierte dort 1862 zum Dr. med., habilitierte sich im gleichen Jahr in physiologischer Chemie und wurde gleichzeitig zum Leiter des zoochemischen Laboratoriums an diesem Krankenhaus bestellt. Von 1861 bis 1872 unterrichtete er an der Universität Leipzig. Er wurde 1872 in Leipzig zum außerordentlichen Professor ernannt, nahm jedoch im gleichen Jahr den Ruf auf den neu errichteten Lehrstuhl für angewandte medizinische Chemie an die Universität Prag an.
In Prag führte Huppert ab 1872 den Unterricht in angewandter medizinischer Chemie ein. Unter den zahlreichen von ihm erarbeiteten Themen der physiologischen und pathologischen Chemie beschäftigte er sich vor allem mit der Entstehung von körpereigenen Substanzen wie den Blut- und Gallenfarbstoffen sowie Glykogen, und ihrem Nachweis in Körperflüssigkeiten wie Blut, Eiter, Galle oder Harn. Seine Befunde und Erkenntnisse veröffentlichte er in zahlreichen Publikationen. Zu seinen Schülern zählten unter anderem Franz Hofmeister, Rudolf von Jaksch, Otto Kahler und Franz von Soxhlet.
Huppert war an der Prager Universität Mitglied im Komitee, das sich mit der Neugliederung des Medizinstudiums, insbesondere der „Vorwissenschaften“, befasste. Er gehörte auch zur Kommission, die Pläne zum Neubau der Institute für Anatomie, Physiologie und medizinische Chemie ausarbeitete. In den Jahren 1878/1879 und 1902/1903 war er Dekan der medizinischen Fakultät und 1895/1896 Rektor der Prager Universität.
Ab 1892 gehörte Karl Hugo Huppert der Leopoldina an.

## Schriften (Auswahl)
- mit Carl Neubauer: Analyse des Harns. Leipzig 1913.